# Naturhistorisches Museum (Schleusingen)

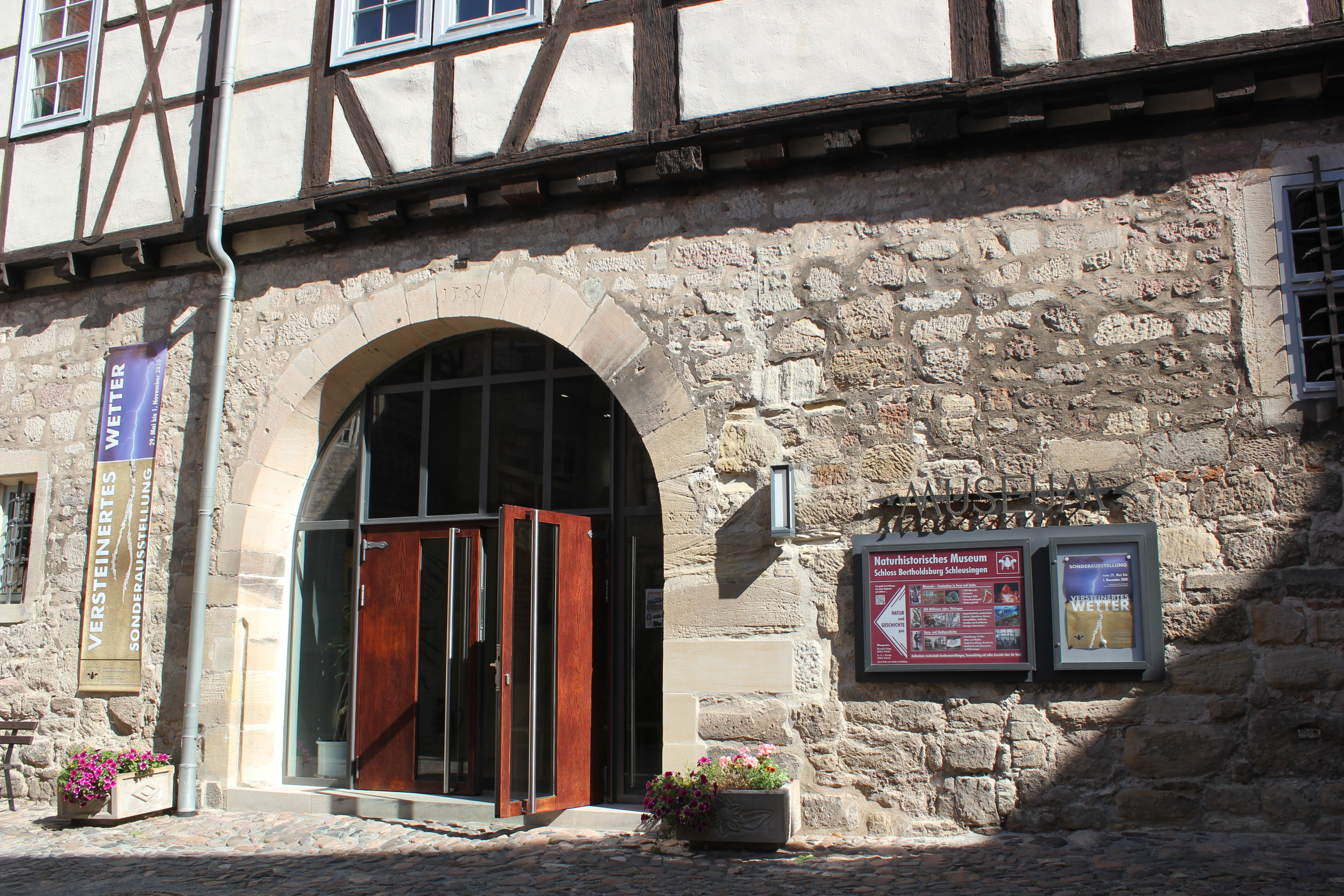
Eingang des Naturhistorischen Museums Schloss Bertholdsburg

Das Naturhistorische Museum ist eine museale Einrichtung im Schloss Bertholdsburg in Schleusingen. Im Museum werden Sammlungen zur Naturkunde Thüringens sowie zur Burg- und Regionalgeschichte bewahrt, erforscht und in repräsentativen Teilen ausgestellt.

## Geschichte der Sammlung
Die Anfänge der heutigen Sammlung gehen auf die etwa 1720 einsetzende Sammelleidenschaft des Herzogs Anton Ulrich von Sachsen-Meiningen zurück, dessen Sammlungen nach seinem Tode 1763 aus Wien, Frankfurt und Amsterdam auf dem Schloss Elisabethenburg in Meiningen zusammengeführt wurden. Das daraus hervorgegangene „Herzogliche Naturaliencabinet“ wurde dort, im Riesensaal des Hauptflügels, 1768 erstmals öffentlich ausgestellt und später, von 1814 bis 1819, in das Herzogliche Gartenhaus verlegt. 1798 wurde die Sammlung durch Reste eines Höhlenbären, Lagerstättensammlungen lokaler Bergwerke und andere Zukäufe und im Zeitraum von 1830 bis 1840 durch Mineralien aus Ungarn erweitert. 1837 wurde eine „Fährtenplatte des Handthieres“ aus Hildburghausen erworben, 1862 kam eine größere Conchyliensammlung hinzu.
Am 7. März 1878 ging das Naturalienkabinett durch Schenkung an das 1838 gegründete Realgymnasium Meiningen über, die bereits über eine auf Johann Matthäus Bechstein und Albrecht Reinhard Bernhardi zurückgehende Lehrsammlung zur Botanik, Zoologie, Geologie und Mineralogie verfügte. 1883 wurde diese durch ein Obstkabinett erweitert, zu Beginn des 20. Jahrhunderts wurden mehrere geologisch-paläontologische Sammlungen aufgenommen. Am 23. Februar 1945 kam es durch Bombardierung und Diebstahl zu schweren Verlusten, die Restbestände wurden in den ersten Nachkriegsjahren wieder ins Schloss Elisabethenburg umgelagert. In der Folgezeit kam es zu weiteren Sammlungszugängen wie Vogelpräparate, Mastodonzähne und -knochen oder die Sammlung aus dem Museum für Ur- und Frühgeschichte Weimar.
Von 1984 bis 1989 wurden die Bestände mit denen aus Schmalkalden, Eisfeld und Hildburghausen im 1984 gegründeten Naturhistorischen Museum im Schloss Bertholdsburg in Schleusingen zusammengeführt, das bereits das 1934 gegründete „geologische Franke-Museum“ beherbergte. Letzteres war von Paul Georgi initiiert und durch eigene Mineraliensammlungen bestückt worden.

## Dauerausstellungen
Seit 1990 wird die Dauerausstellung „Minerale – Faszination in Form und Farbe“ und seit 2001 die Dauerausstellung „300 Millionen Jahre Thüringen“ auf der Bertholdsburg gezeigt.
Der Rundgang beginnt mit der Mineraliensammlung, die unter anderem eine in Brasilien gefundene große Geode mit Amethysten sowie Edelsteine, die unter Mikroskopen betrachtet werden können, umfasst.
Der auf Hermann Franke zurückgehende Teil wird gezeigt und gewürdigt. Weiter wird der thüringische Bergbau von der Goldgewinnung bis hin zum Uranabbau dargestellt. Die Erdgeschichte der letzten 300 Millionen Jahre wird chronologisch durch zahlreiche Fossilien belegt und durch Rekonstruktionen anschaulich gemacht. Hier sind besonders dem oben erwähnten „Handtier“ und zwei Dinosaurierskelett-Rekonstruktionen Raum gewidmet. Im Eingangsbereich ist eine Sandsteinplatte aus dem Rotliegend des Saar-Nahe-Beckens mit drei sehr detailliert erhaltenen Haifischskeletten (Lebachacanthus colossus) zu sehen. Die drei Exemplare wurden 2011 von der Paläontologischen Gesellschaft zum Fossil des Jahres gekürt.
Neben naturhistorischen Exponaten werden auf der Bertholdsburg auch historische Gerätschaften und Einrichtungen gezeigt, ferner finden sich viele Schautafeln zur Geschichte des Museums.

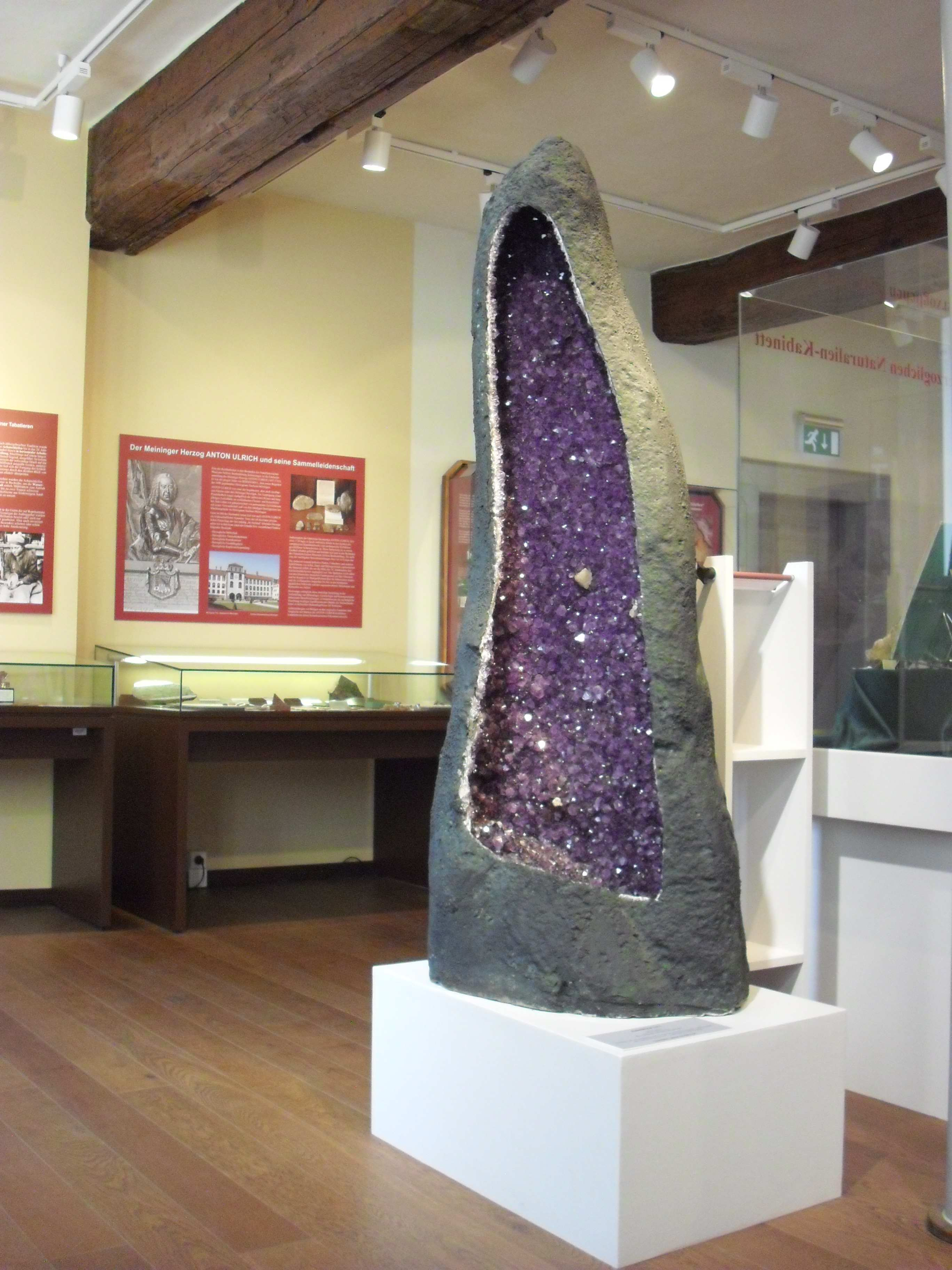
„Riesengeode“ mit Amethysten aus Brasilien.
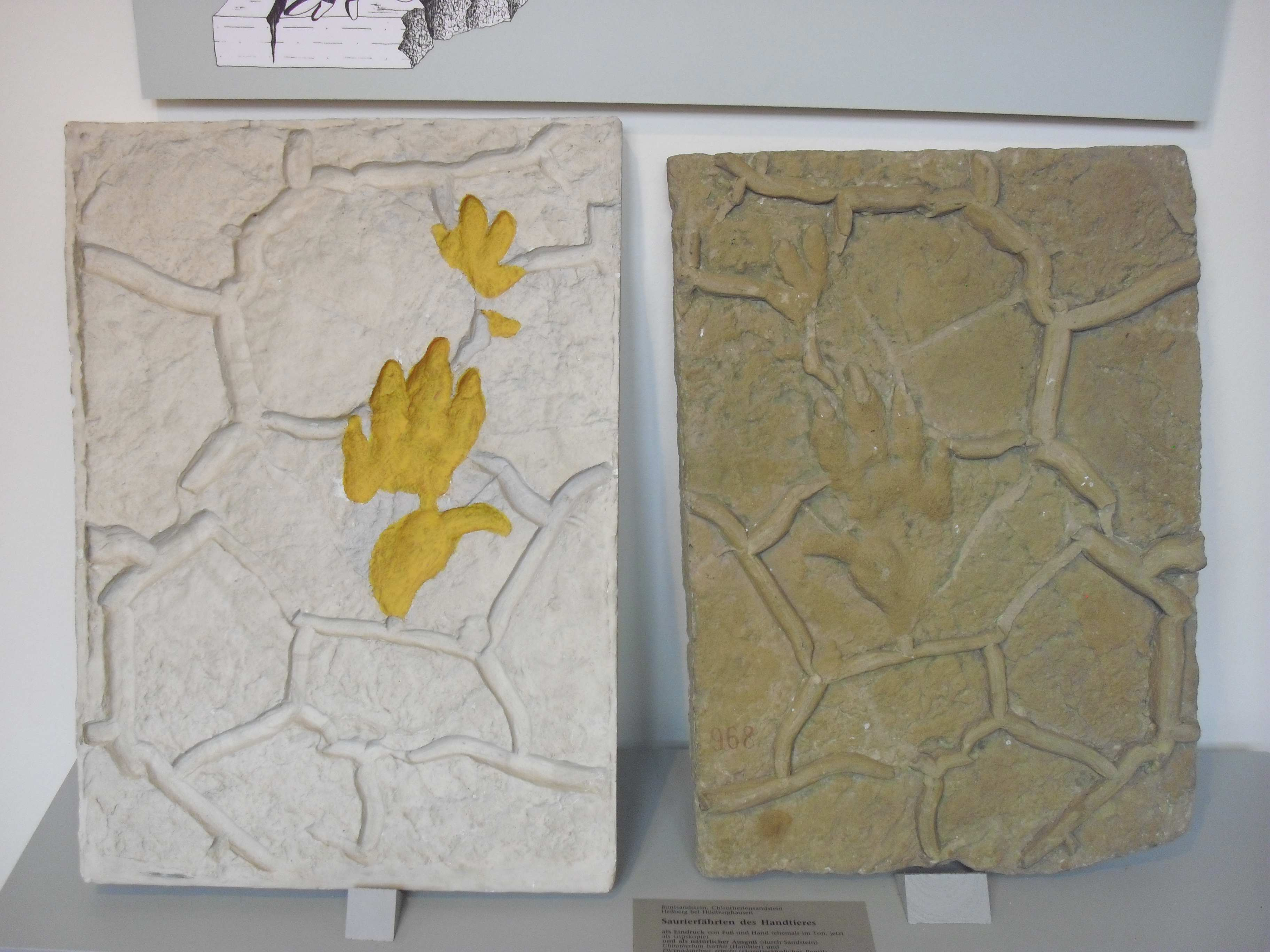
Rechts: Sandsteinplatte mit „Handtier“ (Chirotherium barthii). Der entsprechende Gipsabguss (links) ist eine Rekonstruktion der ursprünglichen Fußabdrücke (gelb eingefärbt).
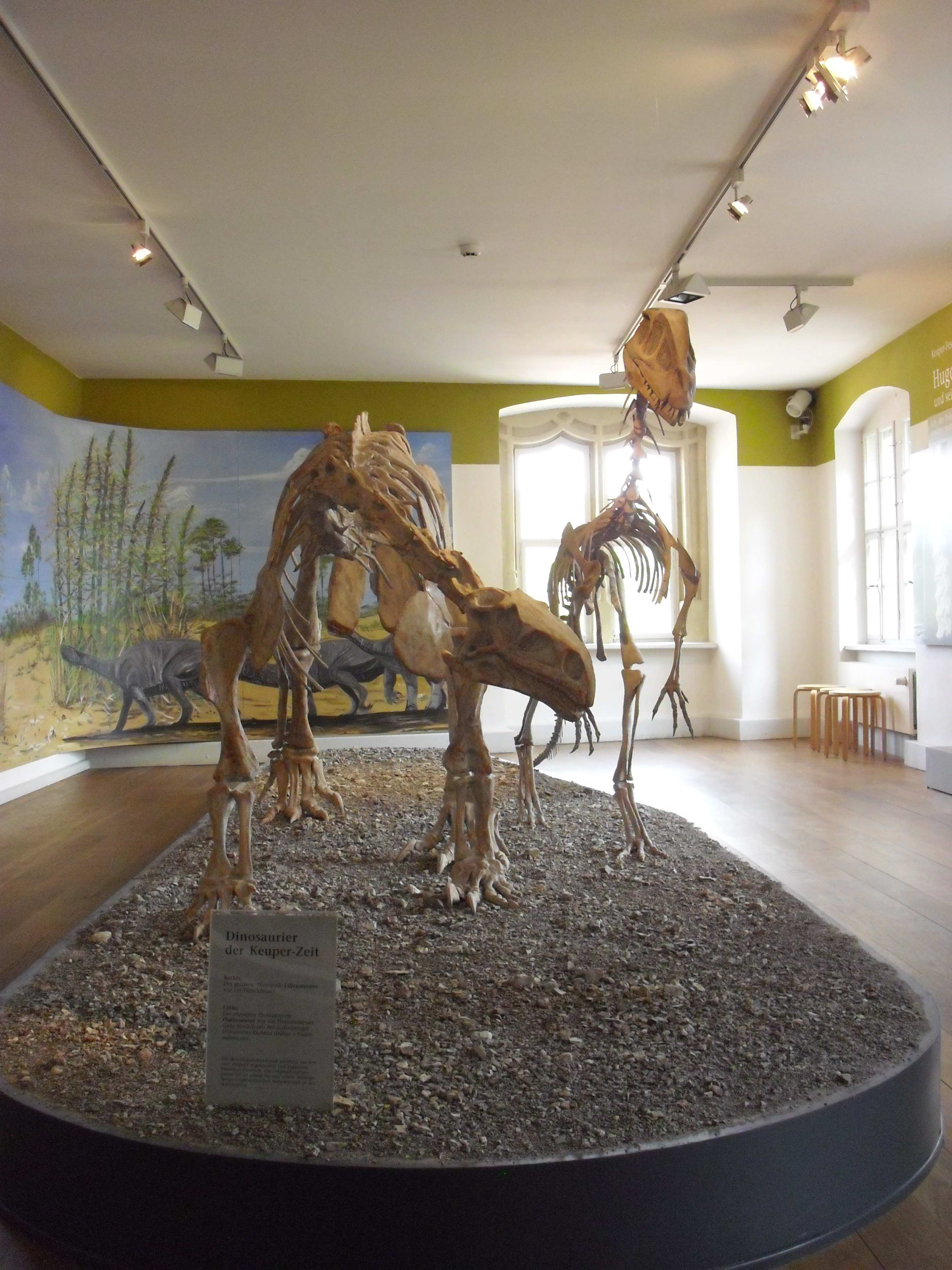
Zwei Dinosaurierskelette: links der Prosauropode Plateosaurus, rechts der Theropode Liliensternus.
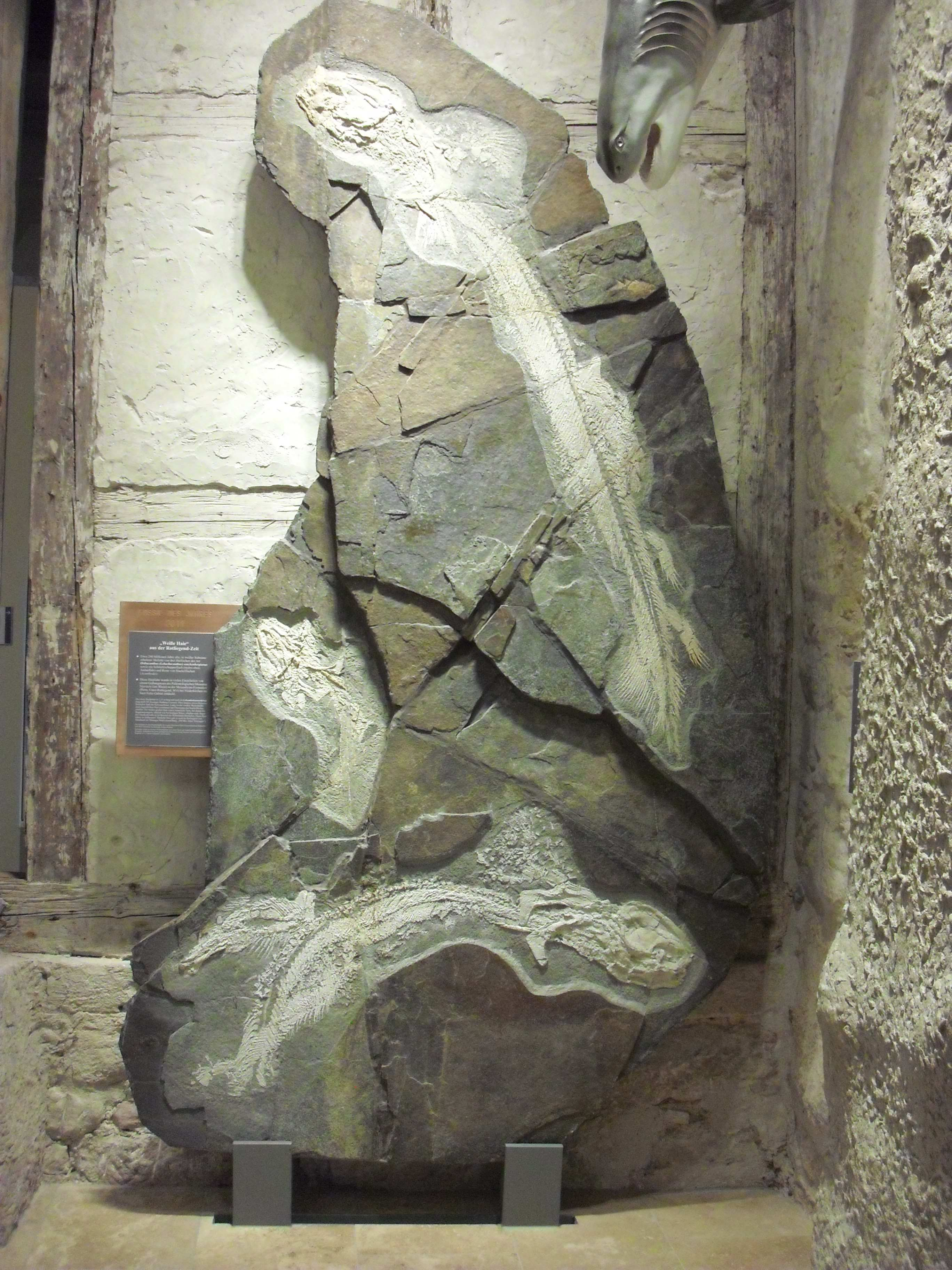
Deutschlands Fossil des Jahres 2011: Drei außergewöhnlich gut erhaltene, etwa 295 Millionen Jahre alte Skelette von Süßwasserhaien.

## Sonderausstellungen
- Himmel und Erde – Fliegende Steine und Tiere, verwurzelte Bäume und Bodenschätze (23. April 2017 – 22. Oktober 2017)
- Schottland – Land der Saurier, Kilts und Lochs (25. November 2017 – 8. April 2018)
- Leben im Henneberger Mittelalter (24. November 2018 – 31. März 2019)
- Azurblau und Smaragdgrün – Minerale und ihre Farben (19. Mai 2019 – 27. Oktober 2019)
- Kunstwerk Alpen (23. November 2019 – 1. März 2020)
- "Versteinertes Wetter" – eine meteorologische Zeitreise (29. Mai 2020 – 1. November 2020)

## Bibliothek
Das Museum verwahrt seit 1958 die Hennebergische Gymnasialbibliothek aus dem Hennebergischen Gymnasium „Georg Ernst“. Die Schleusinger Gymnasialbibliothek ist fast vollständig überliefert und eine der ältesten ihrer Art.

## Publikationen
- Veröffentlichungen / Naturhistorisches Museum Schloss Bertholdsburg, Schleusingen. Naturhistorisches Museum Schloss Bertholdsburg, Schleusingen 1986–2009, ISSN 0863-6338.
- Ursula Gramlich: Zur Geschichte der Stadt Schleusingen. Naturhistorisches Museum Schloss Bertholdsburg, Schleusingen 1986, DNB 880188790.
- Ralf Werneburg: 300 Millionen Jahre Thüringen. Auf den Spuren unserer Umwelt. (=  Führer zur gleichnamigen Dauerausstellung). Verlag Frankenschwelle, Hildburghausen 2003, ISBN 978-3-86180-121-4.
- Ralf Werneburg (Hrsg.): Der Diamant im Stülpglas. 75 Jahre Museum im Schloss Bertholdsburg Schleusingen.  Naturhistorisches Museum Schloss Bertholdsburg, Schleusingen 2009, DNB 998429449.
- Ralf Werneburg (Hrsg.): Burg- und Stadtgeschichte. (= Führer zur gleichnamigen Dauerausstellung). Naturhistorisches Museum Schloss Bertholdsburg, Schleusingen 2009, DNB 998429538.
- Manfred Barthel: Die Rotfliegendflora des Thüringer Waldes. Naturhistorisches Museum Schloss Bertholdsburg, Schleusingen 2009, DNB 996260498.
- Ulrike Jähnichen, Ralf Werneburg: Auf zu den Sauriern in Thüringen. Museumsführer für Kinder. Naturhistorisches Museum Schloss Bertholdsburg, Schleusingen 2010, DNB 1002990777.
- Semana. Naturwissenschaftliche Veröffentlichungen des Naturhistorischen Museums Schloss Bertholdsburg Schleusingen. Naturhistorisches Museum Schloss Bertholdsburg, Schleusingen seit 2010, ISSN 2192-3434.
- Ralf Schmidt, Ralf Werneburg: Minerale – Faszination in Form und Farbe. (= Führer zur gleichnamigen Dauerausstellung). Naturhistorisches Museum Schloss Bertholdsburg, Schleusingen 2013, ISBN 978-3-940295-39-2.
- Rosika Hoffmann: Die Hennebergische Gymnasialbibliothek. Verborgene Schätze im Naturhistorischen Museum Schloss Bertholdsburg Schleusingen. Naturhistorisches Museum Schloss Bertholdsburg, Schleusingen 2016, ISBN 978-3-00-053648-9.